# Rauvolfia moluccana
Rauvolfia moluccana är en oleanderväxtart som beskrevs av F. Markgraf. Rauvolfia moluccana ingår i släktet Rauvolfia och familjen oleanderväxter. Inga underarter finns listade i Catalogue of Life.